# Montes Hérnicos
Los montes Hérnicos (en italiano, Monti Ernici) son una sierra en el Lacio, centro de Italia. Forman parte de los Subapeninos centrales y en particular al tramo del Lacio. Están limitados por el valle del río Aniene al noreste, el del Liri al este, y, de sur a oeste, por los valles del Cosa y del Sacco. Son la frontera natural entre el Lacio meridional y los Abruzos. Los picos tienen una altura media de 2.000 m s. n. m., siendo el más alto el monte Passeggio con 2.064 m s. n. m.

## Lugares de interés
- Jardín Botánico de Collepardo